# Église Saint-Thibault de Mandres-les-Roses
L'église Saint-Thibault est une église paroissiale située dans la commune de Mandres-les-Roses.
Se trouvait à cet emplacement une chapelle du XIIIe siècle dédiée à saint Thibault (1017-1068) moine ermite installé à cet endroit avec d'autres religieux. Cette chapelle fut érigée en paroisse en 1420 et consacrée à Saint-Thibault en 1453.
Catherine de la Guette, née Meurdrac, baptisée le 27 février 1613 dans cette église,, la mentionne dans ses Mémoires comme le lieu de son mariage.
En 1623, Lucrèce de Montonvilliers, qui offrira aussi en 1833 la décoration de la chapelle des Saints-Anges à l'église Saint-Eustache, lui adjoint une chapelle Sainte-Luce,. Sa tombe se trouve dans l'église. 
Reconstruite au XVIIIe siècle sur un plan presque carré, l'église est rasée en 1810 puis achevée en 1848. Des travaux intérieurs importants ont lieu en 1928.